# Толстоголовка чистецовая
Толстоголовка чистецовая (лат. Carcharodus lavatherae) — бабочка из семейства толстоголовок.

## Этимология названия
Lavathera (латинское, ботаническое) — хатьма, растение семейства мальвовых (Malvaceae), одно из кормовых растений гусеницы...

## Ареал

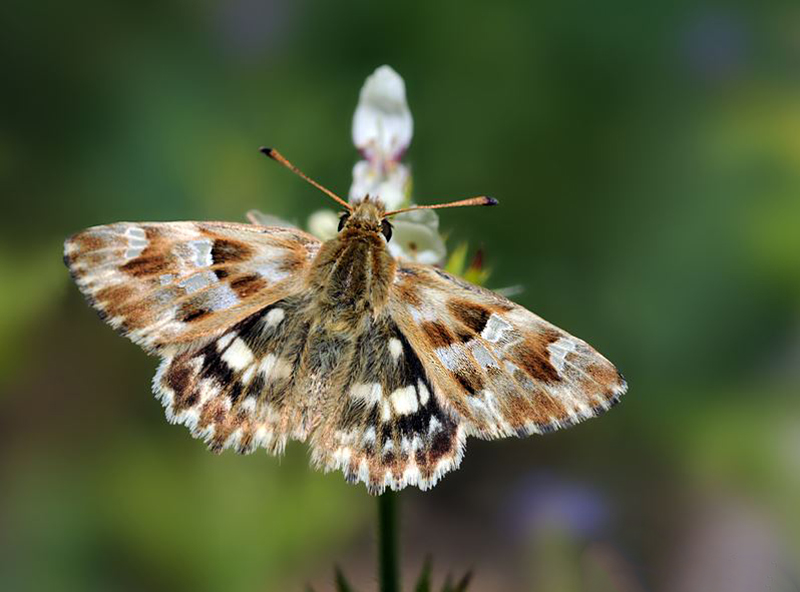

Северная Африка, Южная и Юго-восточная Европа, Турция, Закавказье, Кавказ, степная зона Украины и России к востоку до Южного Урала.
Для территории Восточной Европы является редким степным видом. На западе ареала населяет равнины юго-запада Словакии и низины Венгрии, по Трансильванским возвышенностям и предгорьям Южных Карпат в Румынии. На Украине встречается локально, очень редко в южно-украинских степях (Одесская и Николаевская области). Постоянно отмечается в Харьковской, Донецкой и Луганской областях. В Крыму вид обитает на горном массиве Кара-Даг, горах Ашламалык, Бор-Кая, Сель-Бухра, в посёлках Краснокаменка и Инкерман. В европейской части России населяет полосы, расположенные в северной части степной и южной части лесостепной зон, вплоть до Южного Урала. На Кавказе встречается в предгориях и горах Центрального и Восточного Кавказа.
Бабочки населяют каменистые склоны южных экспозиций, меловые степи, разнотравно-злаковые степи, склоны с выходами известняка, балки. На Центральном Кавказе встречается на лугах субальпийского пояса (на высотах от 1500 до 2300 м над ур. м.), лугах в ущельях и по долинам горных рек.

## Биология
Развивается в одном поколении за год. Время лёта с середины июня по начало августа. Бабочки питаются на цветущих сложноцветных растениях. В жаркую погоду самцы образуют скопления по берегам луж и ручьев, на влажной почве. Самцы характеризуются ярко выраженым территориальным поведением — сидят на кончиках стеблей высоких трав и ветвях кустов и «охраняют» свои участки площадью около 10 м2. Любых приближающихся бабочек самцы отгоняют за пределы своего участка. Яйца откладываются самками по одному на листья и стебли кормовых растений — хатьма и чистец. Достигнув второго-третьего возраста, гусеницы зимуют.